# Giuseppe Mazzini (1883-1961)
Giuseppe Mazzini (Livorno, 7 aprile 1883 – Torino, 12 novembre 1961) è stato un imprenditore e politico italiano.

## Biografia
Nato a Livorno, si trasferisce a Torino per effettuare gli studi superiori, e poi laurearsi al Politecnico di Torino in Ingegneria a pieni voti. Alle elezioni politiche del 15 maggio 1921 venne eletto deputato nella lista del "blocco Liberale-Democratico", e divenne segretario del gruppo parlamentare dei Liberali Democratici. Nel febbraio 1943 venne nominato Senatore.

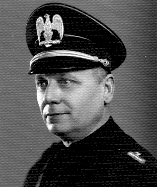
Giuseppe Mazzini in uniforme

Nel 1925 viene espulso dal Partito Liberale Italiano, sia per causa delle sue posizioni in netta contrapposizione con l'allora direzione nazionale del partito, che per le sue posizioni filofasciste. Alle successive elezioni si presenterà nel collegio del Piemonte come candidato del Partito Nazionale Fascista.
Fu presidente della Lega degli industriali di Torino durante gli scioperi dei metalmeccanici del 1925, che portarono nel 2 ottobre dello stesso anno ad un accordo che cancellava le elezioni delle commissioni interne dei sindacati corporativi. Nell'agosto del 1943, durante il governo Badoglio venne nominato commissario della Confindustria, in questa veste sigla l'accordo fra le Confederazioni dei lavoratori dell'industria e la Confederazione degli industriali che reintroduce le norme sindacali soppresse nel precedente accordo. Questo accordo prese il nome di "patto Buozzi-Mazzini".
Fu presidente della Confederazione Italiana di Scherma, a partire dall'aprile del 1925, che nel 1933 mutò nome in Federazione Italiana Scherma. Mantenne questo incarico complessivamente per 15 anni, tra prima e dopo la guerra. Nel 1935 diviene membro d'onore della Fédération internationale d'escrime, per divenirne presidente a pieni voti nel luglio 1953, uno dei due presidenti italiani nella storia del massimo organismo mondiale della scherma.
Muore per un collasso cardiaco la mattina dell'11 novembre 1961 nella sua casa di Torino. Al suo capezzale la moglie Stefania Marchesi.

## Cariche e titoli
- Dal 1920 al 1926 e dal 1935 al 1943 Presidente dell Unione Industriali di Torino
- Dal 12 agosto al 9 settembre 1943 commissario della Confindustria
- Consigliere della Cassa di risparmio di Torino
- Presidente del consiglio d'amministrazione del giornale "La Stampa"
- Presidente della Società: "Way Assauto Asti"
- Consigliere della Fiat
- Consigliere della Montecatini
- Consigliere dell'ILVA
- Consigliere dell'Adriatica sicurtà
- Consigliere dell'Istituto mobiliare italiano IMI
- Proprietario della Società anonima fabbriche riunite di Asti per produzioni meccaniche
- Presidente dell'Ente per le esposizioni nazionali dell'Autarchia
- Dal 1926 al 1933 Presidente della Confederazione nazionale italiana di scherma
- Dal 1933 al 1936  e dal 1947 al 1952 Presidente della Federazione Italiana Scherma
- Dal 1953 al 1956 Presidente della Fédération internationale d'escrime (FIE)